# نيك جوردن
نيك جوردن (بالإنجليزية: Nick Jordan)‏ هو سياسي أمريكي، ولد في 1949. حزبياً، نشط في الحزب الجمهوري. وقد انتخب عضو مجلس ولاية كانساس.